# 5大学電波天文台
5大学電波天文台（ごだいがくでんぱてんもんだい、Five College Radio Astronomical Observatory、FCRAO) は1969年に設立された電波天文台である。

## 概要
マサチューセッツ州の5大学連合（マサチューセッツ大学、アマースト・カレッジ、ハンプシャー・カレッジ、マウント・ホリオーク・カレッジ、スミス・カレッジ）が設立し、研究と教育のために運用されている。天文台は96 km2の広さのQuabbin貯水池の中の半島に造られている。
FCRAO電波天文台は銀河系内のパルサーの探索のために14mのミリ波電波望遠鏡を備えている。FACROで開発された電波天文学の設備技術はジョゼフ・テイラーとラッセル・ハルスのノーベル賞受賞につながった連星パルサー PSR1913+16の発見に貢献した。